# Laugardalshöll
Laugardalshöll és un pavelló esportiu situat a Reykjavík, Islàndia. Té capacitat per 5.500 persones.
És seu de diversos esdeveniments esportius, principalment d'handbol. A més a més d'esdeveniments esportius, també és la més gran seu de concerts a Islàndia, amb una capacitat per 11.000 persones.
Segurament l'esdeveniment més prominent que s'hi ha celebrat és el Campionat del món d'escacs de 1972, anomenat sovint "Matx del Segle", en el qual l'aspirant estatunidenc Bobby Fischer va vèncer el campió del món rus Borís Spasski.
Un altre esdeveniment important fou l'"Assemblea Nacional", primer pas del procés de reforma constitucional. Va convocar 1000 ciutadans, triats aleatòriament del registre nacional. Celebrada el 6 de novembre de 2010, durant només un dia, va produir un document que llistava els principis importants de la nació islandesa.
Entre 2007 i 2011, va ser la seu de la EVE Online 'Fanfest' anual de la CCP.